# Асенсио, Николас
Николас Асенсио (полностью — Николас Джеованни Асенсио Эспиноса исп. Nicolás Geovanny Asencio Espinoza; род. 26 апреля 1975 в Мачале) — эквадорский футболист, нападающий, выступавший за различные эквадорские и латиноамериканские клубы.

## Клубная карьера
Большего всего игр и голов в своей футбольной карьеры Асенсио провёл в эквадорском клубе «Барселона Гуаякиль».

## Международная карьера
Николас Асенсио попал в состав сборной Эквадора на Чемпионате мира 2002 года. Однако из всех 3-х матчей сборной Эквадора на этом турнире Асенсио появился лишь в первом (против сборной Италии). В этой игре он на 85-й минуте заменил Клебера Чалу.